# Friedhof Dölau (Halle)

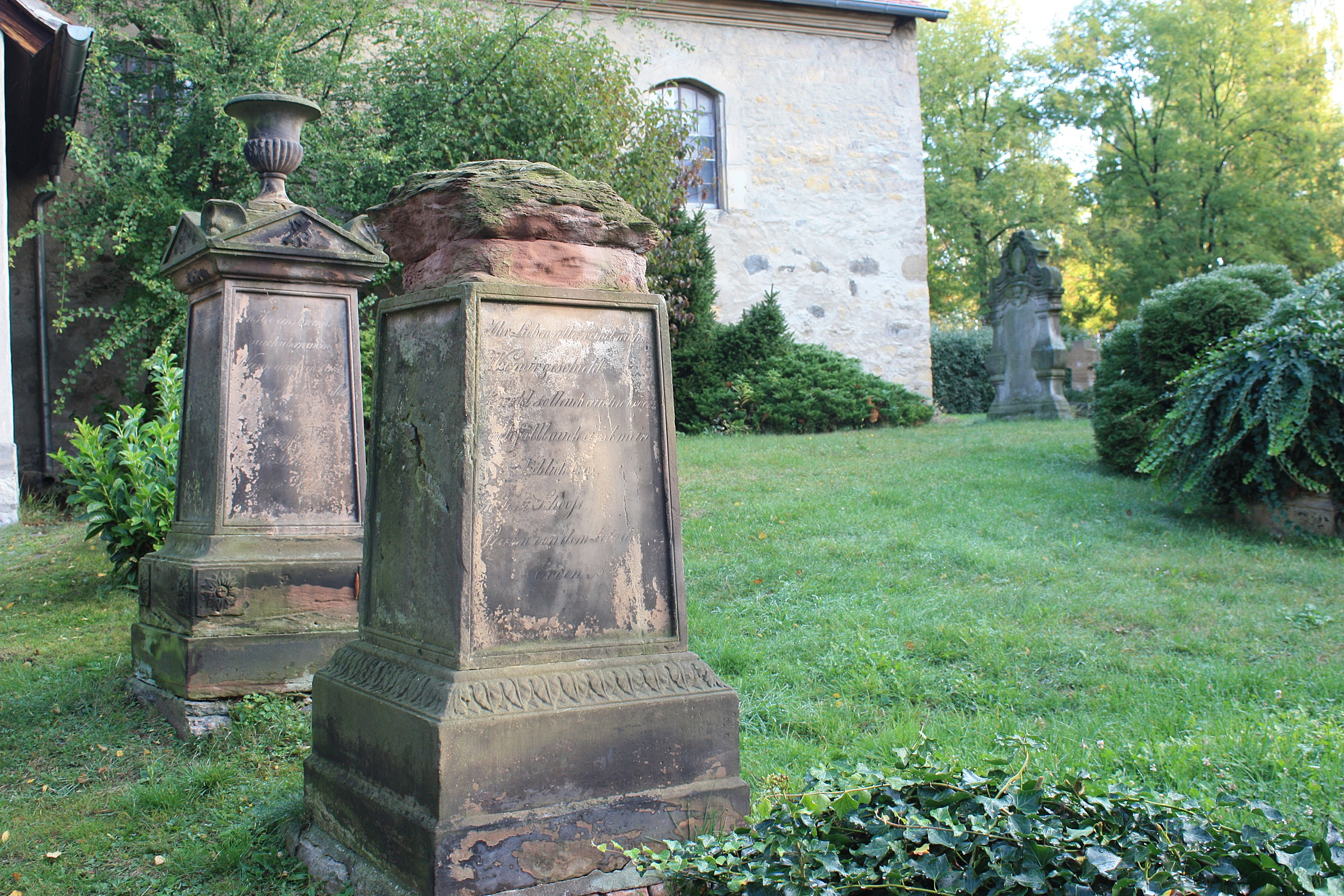
Evangelischer Friedhof Dölau

Der Friedhof Dölau im Stadtteil Dölau von Halle (Saale) besteht aus zwei selbständigen Friedhöfen, dem kommunalen Friedhof und dem älteren evangelischen Friedhof. Beide Anlagen sind durch eine Straße voneinander getrennt.

## Beschreibung
Der evangelische Friedhof erstreckt sich um die im 13. Jahrhundert gebaute Kirche St. Nicolai et Antoni. Er umfasst eine Fläche von rund 0,6 Hektar und hat ca. 900 Grabstellen. Der Friedhof entstand zusammen mit der Kirche.
Der kommunale Friedhof befindet sich in unmittelbarer Nachbarschaft zum evangelischen Friedhof. Er hat ca. 550 Grabstellen auf einer Fläche von rund 0,62 Hektar. Die erste Bestattung erfolgte wohl 1930. Auf dem Gelände befinden sich eine Gedenkstätte für die Gefallenen des Zweiten Weltkriegs, erneuert 1998, und 32 Einzelgräber Gefallener.